# سرب الغواصات الأول
 ال 1. Ubootgeschwader (1. UG) ( 1st Submarine Squadron ) هو سرب غواصات تابع للبحرية الألمانية. يقع في إكرنفورده، شليسفيغ هولشتاين، ويشكل جزءًا من Einsatzflottille 1، ومقره في كيل.

## التاريخ
تم إنشاء 1 Ubootgeschwader (1UG) في 1 أكتوبر 1961 في كيل. كان في البداية تحت سيطرة Amphibische Gruppe ، قبل أن يخضع إلى Ubootflottille المنشأة حديثًا في 1 نوفمبر.  تلقت المجموعة الأولى أول غواصة، وهي الغواصة تايب 201 الجديدة التي تم تشغيلها حديثًا، يو-1، في 21 مارس 1962. كانت يو-1 أول غواصة تم إنشاؤها في ألمانيا ما بعد الحرب. كان لها غواصة شقيقة وهي يو-2 اطلقت في مايو 1962. تم تعيين أر بوت السابق ميركور إلى السرب كسفينة دعم. تم الكشف على أن أداء غواصات تايب 201 غير مرضي وتم إيقاف تشغيلها مبكرًا. دخلت الطبقة اللاحقة، الغواصة تايب 205، أنضم أحد عشر غواصة إلى السرب بين عامي 1962 و1969. في عام 1964، دخل عطاءان الغواصان لاهن وليخ الخدمة في السرب الأول. تم إيقاف تشغيل ليخ في عام 1966 وتم تعيينه في Reserve Fleet (Germany) [خطأ: تحقق من وسيط ورمز اللغة]. ترك ميركور الخدمة في نفس العام.

## التكوين
- ست غواصات من النوع 212
  - يو-31
  - يو-32
  - يو-33
  - يو-34
  - يو35
  - يو-36
- ثلاث سفن خدمة من طراز <i id="mwTQ">Oste</i>
  - <i id="mwUQ"><a href="https://en.wikipedia.org/wiki/German_auxiliary_Oste_(A52)" rel="mw:ExtLink" data-linkid="91" class="new cx-link" title="German auxiliary Oste (A52)">Oste</a></i>
  - <i id="mwVA">العكر<a href="https://en.wikipedia.org/wiki/German_auxiliary_Oker_(A53)" rel="mw:ExtLink" data-linkid="93" class="new cx-link" title="German auxiliary Oker (A53)">Oker</a></i>
  - <i id="mwVw"><a href="https://en.wikipedia.org/wiki/German_auxiliary_Alster" rel="mw:ExtLink" data-linkid="95" class="cx-link" title="German auxiliary Alster">Alster</a></i>
- سفينة تجديد واحدة من طراز <i id="mwWg">Elbe</i>
- Submarine Training Centre [خطأ: تحقق من وسيط ورمز اللغة]